# Општина Стежару (Тулћа)
Стежару (рум. Stejaru) општина је у Румунији у округу Тулћа.
Oпштина се налази на надморској висини од 229 m.